# میزبانی وب رایگان
فضای میزبانی وب رایگان یا هاست رایگان، یک نوع سرویس میزبانی وب است که به صورت رایگان می‌باشد و بیشتر توسط تبلیغات پشتیبانی می‌شوند. فضای رایگان معمولاً به صورت زیردامنه (com. مثال. نام‌کاربری) یا به صورت مستقیم (نام‌کاربری/com. مثال.www) فراهم می‌شود. فضاهای غیر رایگان معمولاً از دامنه سطح دوم (com. نام‌دامنه.www) همراه با میزبانی وب ارائه می‌شود. بسیاری از سرویس‌های میزبانی رایگان اجازه استفاده از دامنه خریداری شده به‌طور جداگانه را به کاربران خود می‌دهند. میزبان نیز ممکن است به صورت رایگان ثبت نام دامنه انجام دهند.

## روش دادن میزبانی وب
فضا و اطلاعات سایت شما باید بر روی یکی از کامپیوترهای میزبان که ۲۴ ساعت متصل به اینترنت است قرار گیرد تا دیگران بتوانند در هر لحظه از شبانه روز به آن دسترسی داشته باشند. در حقیقت میزبان یا هاست، تمام یا بخشی کوچک از فضای یک کامپیوتر همیشه متصل به اینترنت است که به مرورگرها این امکان را می‌دهد که با تایپ دامنه شما در بخش مرورگر خود، بتوانند به صفحات وب سایت شما دسترسی پیدا کنند یا برنامه‌ای خاص را برای ایجاد آن صفحات اجرا کنند.
فضای هاست دارای یک آدرس اینترنتی منحصربه‌فرد به نام IP، یک حوزه منحصر بفرد و یک نام منحصر بفرد که کامپیوتر شما را در شبکه می‌شناساند، می‌باشد. به عبارت دیگر، میزبانی یک سایت عبارت است از فراهم نمودن محلی مناسب به عنوان پایگاه اصلی برای ارسال و دریافت اطلاعات از طریق اینترنت که در اصطلاح فنی به آن Web Hosting گفته می‌شوند
برای انتخاب پنل مورد نیاز باید نکاتی را مورد توجه قرارداد. از جمله این نکات فضای میزبانی Disk Space می‌باشد. این فضا شامل کلیه فایل‌ها و بانک اطلاعات سایت بوده و در زمان ثبت پنل باید با توجه به نوع و فعالیت سایت در انتخاب فضا دقت لازم را انجام داد.
نکته دوم میزان پهنای باند Bandwidth اختصاص یافته به هر پنل می‌باشد. این میزان تعیین‌کننده ترافیک ماهیانه سایت شما خواهد بود. اگر سایت بازدیدکننده‌های زیادی را پذیرا باشد دقت در انتخاب پهنای باند مناسب بسیار ضروری خواهد بود.
در انتخاب پنل با توجه به نوع برنامه‌نویسی سایت و بانک اطلاعاتی و منابع مورد نیاز، باید پنلی را انتخاب کنید که پاسخگوی تمام نیازهای شما باشد.